# Дзиркоки
Дзиркоки (груз. ძირკოკი) — село в Грузии. Находится в Гурджаанском муниципалитете края Кахетия. Высота над уровнем моря составляет 450 метров. Население — 1120 человек (2014).